# فريدريك م دافنبورت
فريدريك م دافنبورت (بالإنجليزية: Frederick M. Davenport)‏ (و. 1866 – 1956 م) هو سياسي، وبروفيسور (أستاذ جامعي) من الولايات المتحدة الأمريكية. ولد في سالم.
وهو عضو في الحزب الجمهوري.

## التعليم
تعلم في جامعة كولومبيا.